# Antoni Hajzik
Antoni Hajzik (ur. 11 czerwca 1895 w Białogórze, pow. Gródek Jagielloński, zm. między 9 a 11 kwietnia 1940 w Katyniu) – major piechoty Wojska Polskiego, ofiara zbrodni katyńskiej.

## Życiorys
Syn Jana i Katarzyny z Rićków. Absolwent C. K. Gimnazjum w Gródku Jagiellońskim. Jako uczeń klasy Vc gimnazjum w 1914 roku został powołany do armii austriackiej, ukończył szkołę dla oficerów rezerwy i kurs dla dowódców oddziałów karabinów maszynowych. W 1916 roku był uczniem – żołnierzem VII klasy gimnazjum, uzyskał promocję do następnej klasy. W czasie I wojny światowej walczył w szeregach cesarskiej i królewskiej armii. 1 grudnia 1917 roku został mianowany podporucznikiem rezerwy piechoty. Jego oddziałem macierzystym był c. i k. 89 pułk piechoty.
Od roku 1918 w Wojsku Polskim. Brał udział w wojnie 1920 roku. Ukończył kursy informacyjne przy dowództwie 2 Armii w Grodnie. W okresie międzywojennym pozostał w wojsku. Ukończył kursy dla dowódców oddziałów karabinów maszynowych i ogólnowojskowe w Szkole w Rembertowie. W 1924 roku w stopniu kapitana służył w 3 pułku piechoty Legionów (starszeństwo z dniem 1 czerwca 1919 roku i 580 lokatą). 
27 stycznia 1930 roku został mianowany majorem ze starszeństwem z dniem 1 stycznia 1930 roku i 21. lokatą w korpusie oficerów piechoty. 20 września 1930 roku został przeniesiony z baonu podchorążych rezerwy piechoty nr 2 do 59 pułku piechoty w Inowrocławiu na stanowisko dowódcy batalionu. W trakcie służby Hajzika w 59 pułku piechoty, Inspektor Armii, generał dywizji Aleksander Osiński w „Opiniach z kursów o oficerach” przedstawionych w 1932 roku napisał tak: „oficer sztabowy ponad przeciętną miarę, dobry dowódca baonu w polu, charakter ustalony, dobry żołnierz”. 9 grudnia 1932 roku ogłoszono jego przeniesienie do 2 batalionu strzelców w Tczewie na stanowisko kwatermistrza. 7 czerwca 1934 roku został przeniesiony do 29 pułku Strzelców Kaniowskich w Kaliszu na stanowisko dowódcy batalionu. 4 lipca 1935 roku został zwolniony z zajmowanego stanowiska z pozostawieniem bez przynależności służbowej z równoczesnym oddaniem do dyspozycji dowódcy Okręgu Korpusu Nr IV. W 1935 przeniesiony w stan spoczynku. Od początku 1939 roku kwatermistrz w 16 baonie Junackich Hufców Pracy. Brał udział w budowie umocnień w okolicy Wizny. 
W kampanii wrześniowej wzięty do niewoli przez Sowietów, osadzony w Kozielsku. Ostatnią wiadomość rodzina otrzymała 20 listopada 1939 roku. Między 7 a 9 kwietnia 1940 roku przekazany do dyspozycji naczelnika smoleńskiego obwodu NKWD – lista wywózkowa 015/2, pozycja 47, nr akt 2939 z 5.04.1940. Został zamordowany między 9 a 11 kwietnia 1940 roku przez NKWD w lesie katyńskim. Zidentyfikowany podczas ekshumacji prowadzonej przez Niemców w 1943 roku, zapis w dzienniku ekshumacji pod datą 24.05.1943. Przy szczątkach znaleziono dowód osobisty, książeczkę wojskową, dwie karty pocztowe, list, karty wizytowe, modlitewnik, dwa medaliki. Figuruje na liście AM-178-495 i liście Komisji Technicznej PCK pod numerem 0495. Nazwisko Hajzika znajduje się na liście ofiar (pod nr 0495) opublikowanej w Gońcu Krakowskim nr 101 i w Nowym Kurierze Warszawskim nr 105 z 1943.

## Życie prywatne
Mieszkał w Gostyninie. Żonaty z Wiktorią Gąsiorówną, miał troje dzieci: Romana, Janinę i Jerzego.

## Ordery i odznaczenia
- Krzyż Walecznych[17]
- Złoty Krzyż Zasługi (25 maja 1939)[18]
- Srebrny Medal Waleczności 2 klasy (Austro-Węgry)[19]
- Krzyż Wojskowy Karola (Austro-Węgry)[19]

## Upamiętnienie
- Minister Obrony Narodowej Aleksander Szczygło decyzją Nr 439/MON z 5 października 2007 awansował go pośmiertnie na stopnień podpułkownika. Awans został ogłoszony 9 listopada 2007, w Warszawie, w trakcie uroczystości „Katyń Pamiętamy – Uczcijmy Pamięć Bohaterów”.
- Krzyż Kampanii Wrześniowej – zbiorowe, pośmiertne odznaczenie pamiątkowe wszystkich ofiar zbrodni katyńskiej (1 stycznia 1986).
- Dąb Pamięci posadzony 8 kwietnia 2016 przez Zespół Szkół w Gogolinie. Certyfikat 4533/430/WE/2016[20].